# Róg ssaków

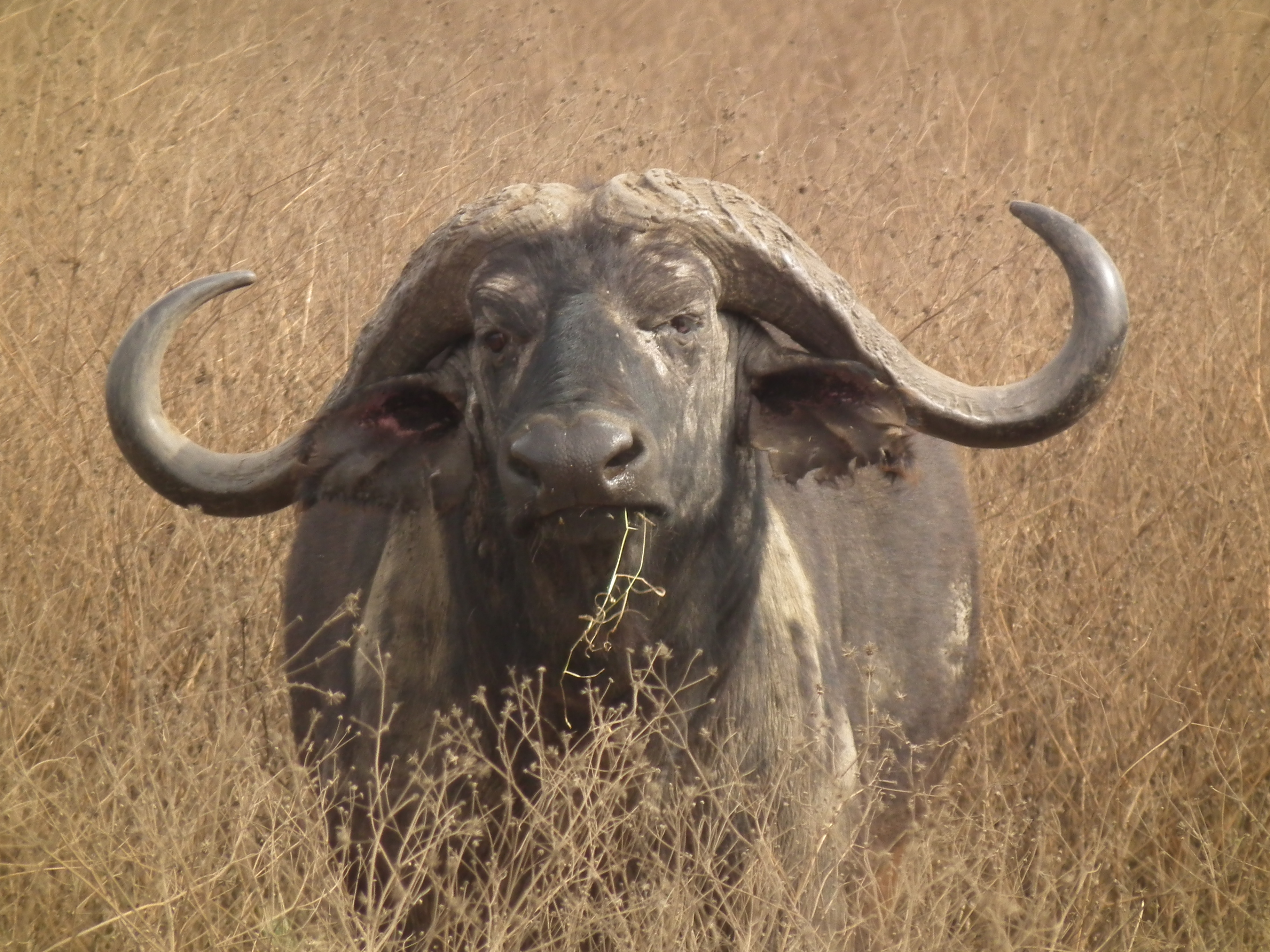
Rogi bawołu afrykańskiego, powstające na możdżeniach na kości czołowej

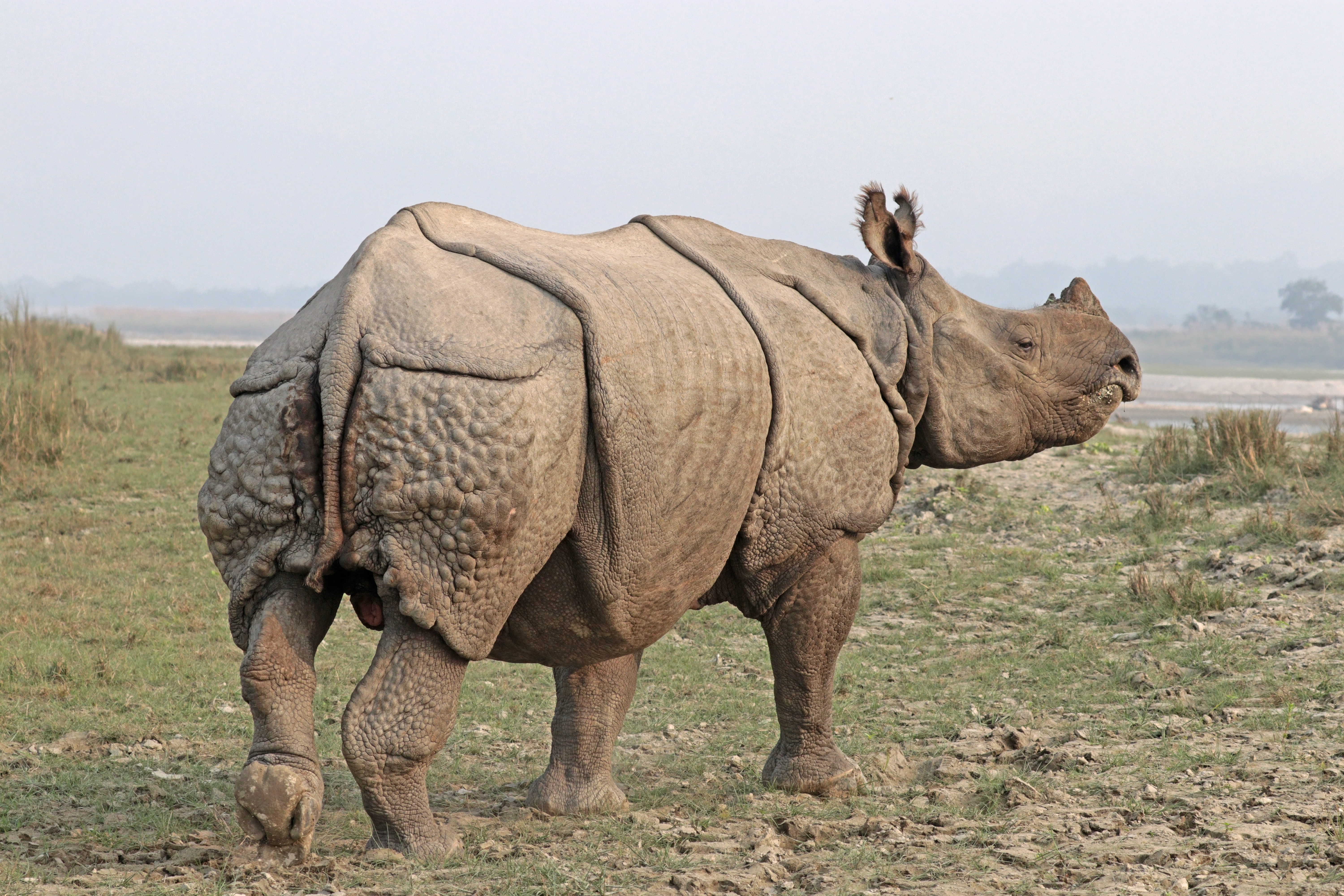
Róg nosorożca indyjskiego powstaje ze zmodyfikowanych wlosów

Róg ssaków – występujący u ssaków wytwór ich skóry, zazwyczaj niezrzucany okresowo i nierozwidlony, najczęściej wyrastający na możdżeniu.
Mianem rogów określa się struktury występujące u przeżuwaczy (dokładniej u wołowatych, ale określenia tego używa się też w stosunku do żyrafowatych) i u nosorożców. Ich budowa jest jednak inna – w szczególności dotyczy to żyrafowatych, których wyrostki są kostne, a nie rogowe.
W przypadku nosorożców rogi znajdują się na kościach nosowych, nie są jednak osadzone bezpośrednio na szkielecie kostnym. Budują je pręciki rogowe powstające ze zrośniętych włosów. Ma więc pochodzenie naskórkowe. Pręciki te w proksymalnej swej części są otwarte, wrastając w brodawki tworzone przez skórę właściwą. Z kolei dalsza część pręcików ma litą budowę.
Z kolei obserwowane u przeżuwaczy w postaci puszek rogowych rogi powstają ze skóry właściwej, podobnie jak poroża. W przeszłości uznawano je raczej za wytwory naskórka. Osadzone są na kościach czołowych, na których powstają kostne wyrostki zwane możdżeniami (os cornu). Wnętrze możdżeni może zawierać uchyłek zatoki czołowej. Przyrośnięte z dołu do kości czołowej, możdżenie rosną w górę do kilkunastu cm. Początkowo pokrywa je porośnięta włosami skóra. Włosy te jednak po zrogowaceniu naskórka zanikają. Powstaje pochwa rogowa, sięgająca skóry właściwej. Rogi zwykle rosną całe życie, ale u widłorogów są corocznie zrzucane. Jedynie u widłorogów są rozgałęzione, przy czym rozwidlone są już możdżenie.
Zbudowane w ten sposób rogi obserwuje się zarówno u samców, jak i samic, jednakże u samców osiągają większe rozmiary.
Rogi służą zarówno do walki w celu ustalenia hierarchii między osobnikami, jak i do obrony. Sposób wykorzystania rogów do walki wiąże się z ich kształtem. Rogi długie i wysmukłe (antylop) funkcjonują jak broń kolna, a uderzenie ich bokiem może łamać kości. Przy pomocy rogów zagiętych do tyłu można wyrzucić przeciwnika w górę, a przy pomocy rogów masywnych (baranów) powalić go siłą uderzenia. Przewróconego którymś z tych sposobów przeciwnika można nadal atakować rogami lub tratować. Czasem mimo podobnej budowy rogów sposób walki jest odmienny – żubr europejski z reguły bodzie jednym rogiem od dołu do góry, podczas gdy bizon amerykański oboma na wprost lub przyciskając do ziemi. Często u gatunków samotniczych rogi są gładkie i proste, bardziej niebezpieczne w starciu, podczas gdy u gatunków stadnych często są skręcone i bruzdowato urzeźbione, co bardziej przydaje się w hierarchicznych walkach siłowych analogicznych do walk samców jeleniowatych.